# Tove Lo
Ebba Tove Elsa Nilsson (født 29. oktober 1987), bedre kendt under kunstnernavnet Tove Lo ("lo" betyder en los), er en svensk sanger og sangskriver. 
Hun er født og opvokset i det velhavende Djursholm i Danderyd Kommune, lige nord for Stockholm, hvor hun blev student fra "Rytmus Musikergymnasiet". Hun dannede det svenske rock-band "Tremblebee" i 2006. Efter opløsningen af Tremblebee, forfulgte hun en karriere i sangskrivning og indgik en pladekontrakt med Warner/Chappell Music i 2011. Gennem samarbejde med producenterne Alexander Kronlund, Max Martin og Xenomania fik hun stor succes som sangskriver.
Lo blev for alvor kendt da hun udgav sit debut-album, Queen of the Skyer, der lå nummer 14 på Billboard 200 i oktober 2014. På albummet er der blandt andet hittet Habits (Stay High), som nåede tredjepladsen på Billboard Hot 100.